# アズベリー・ディキンズ

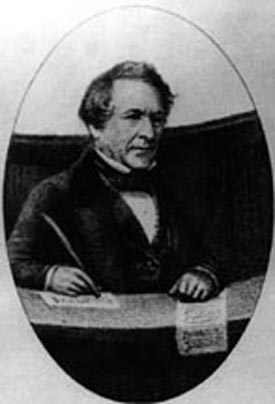
アズベリー・ディキンズ

アズベリー・ディキンズ（Asbury Dickins, 1780年7月29日 - 1861年10月23日）は、アメリカ合衆国の政治家。

## 生涯
1780年7月29日、ディキンズはノースカロライナ州ハリファックス郡において、メソジスト派の指導者ジョン・ディキンズ (John Dickins, 1747-1798) とエリザベス・ヤンシー (Elizabeth Yancey, 1759-1835) の長男として誕生した。
ディキンズはノースカロライナ州で出版業者となり、20年にわたって書籍販売業に従事した。ディキンズはノースカロライナ州で民主党に参加し、合衆国議会での仕事を希望した。ディキンズは1829年に財務省首席事務官となり、1833年に国務省首席事務官となった。ディキンズは国務省と財務省において、長官不在時にしばしば長官の職務を代行した。
1836年、ディキンズは合衆国議会の上院事務総長に選任された。ディキンズが上院事務総長に就任したとき、上院事務局には6人の事務官と1人の連絡官がいた。当時の事務局内では職員の秩序がとれておらず不満が蓄積していたことから、ディキンズは各職員の職務を詳述したマニュアルを準備した。
ディキンズは上院事務総長として、州の増加とそれに伴う上院議員の増加に対応するために、職員の追加を実施した。またディキンズは自らの手によって職員を選定する権限を獲得した。ディキンズは職員を任意解雇から保護するため、人事に関する上院の承認を副大統領が文書として通達する義務を要求した。
ディキンズは1861年までの約25年間、上院事務総長を務めた。ディキンズは1861年7月15日に高齢のために上院事務総長を退任した。そしてその直後の1861年10月23日、ディキンズはワシントンD.C.で死去した。